# Dakota naturreservat
Dakota naturreservat är ett naturreservat i Lycksele kommun i Västerbottens län.
Området är naturskyddat sedan 2019 och är 682 hektar stort. Reservatet, som ligger 3 mil sydväst om Lycksele, omfattar Maskenträsklidens västsluttning och flacka skogs- och myrmarker väster därom som omger Maskenträsket. Höjden över havet varierar från 420 till 570 meter.
Skogen på Maskenträsklidens sluttningar utgörs till stora delar av grovvuxen granskog som bitvis är urskogsartad med en hel del död ved. På myrmosaikens moränryggar växer senvuxen grannaturskog med mycket gott om 150- till 200-åriga granar och allmänt med liggande död ved. Här är skogen glesare. På myrmarkerna i områdets östra del finns gamla nedlagda myrodlingar, och tidigare fanns här hölador och en äldre dammanläggning.
Naturreservatet har fått sitt namn av det gamla hemmanet som ligger i området. 
Maskenträsket och Maskenträskbäcken ingår i EU:s Natura 2000-nätverk som en del av Öreälvens avrinningsområde. Området har också stor betydelse för renskötseln då det ligger inom vinterbetesmarker som nyttjas av Vapstens sameby och berör en flyttled.
Strax väster om Dakota ligger naturreservatet Rönnåsliden.

## Syftet med naturreservatet
Naturreservatet inrättades för att vårda och bevara områdets värdefulla naturmiljöer i form av grannaturskogar och andra ingående naturtyper, samt områdets helhetsvärden i form av ett sammanhängande naturlandskap. Man vill också bevara den biologiska mångfalden i dessa miljöer. Naturmiljöerna ska få utvecklas fritt, förutom vissa lövgynnande åtgärder av de gamla gårdsmarkerna.

## Galleri

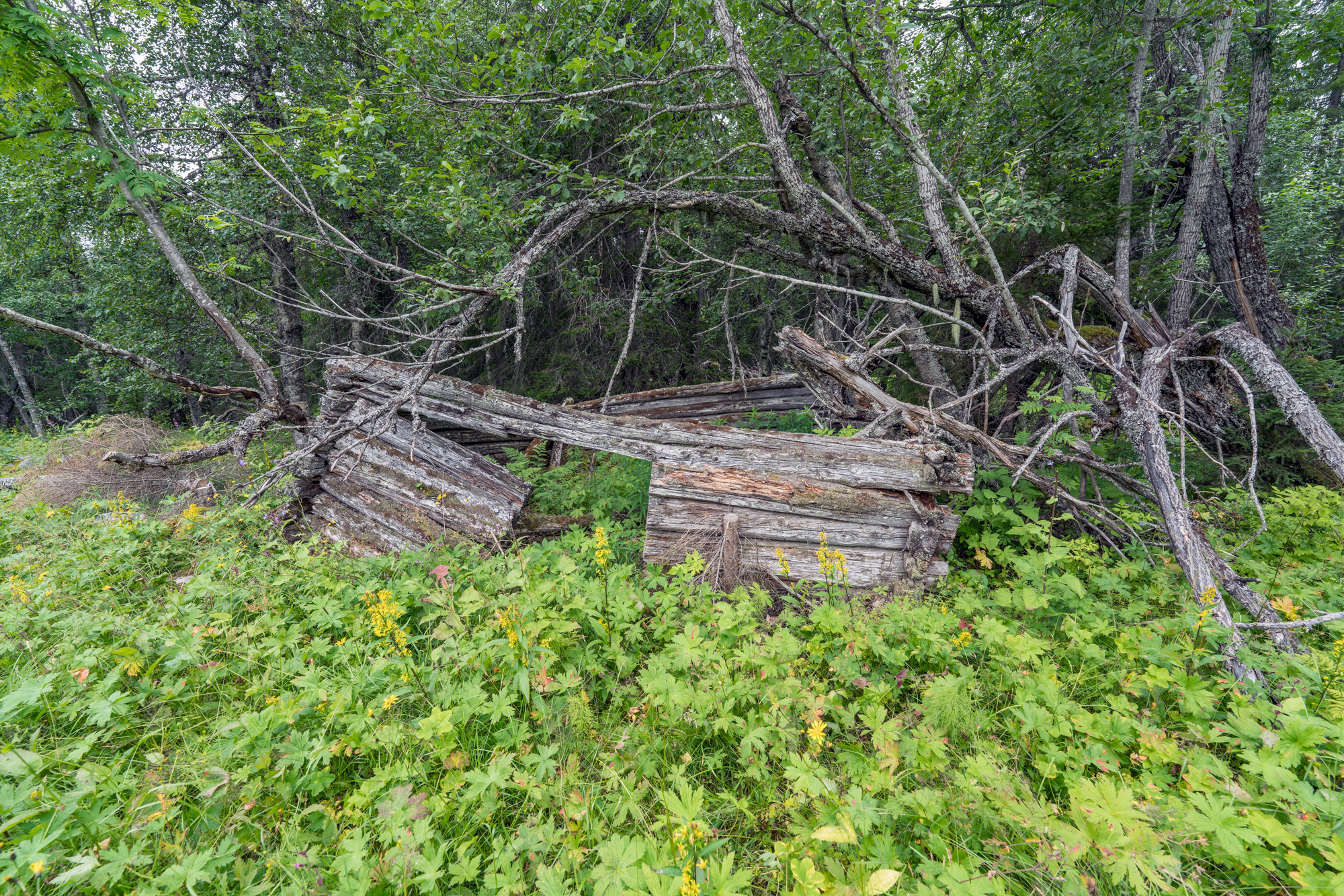
Byggnadsrest tillhörande gården Dakota.
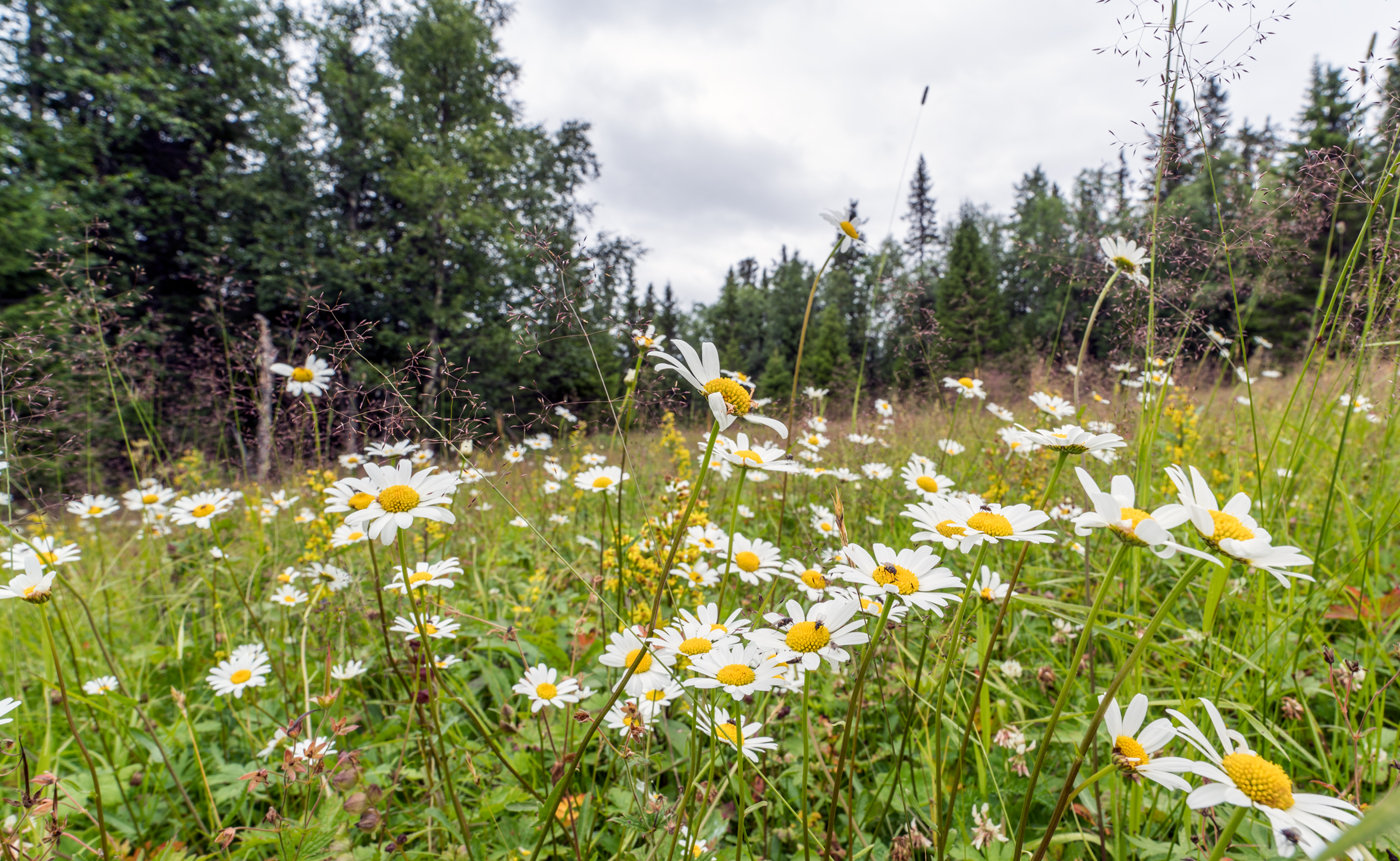
Ängsmark i det gamla hemmanet Dakota.
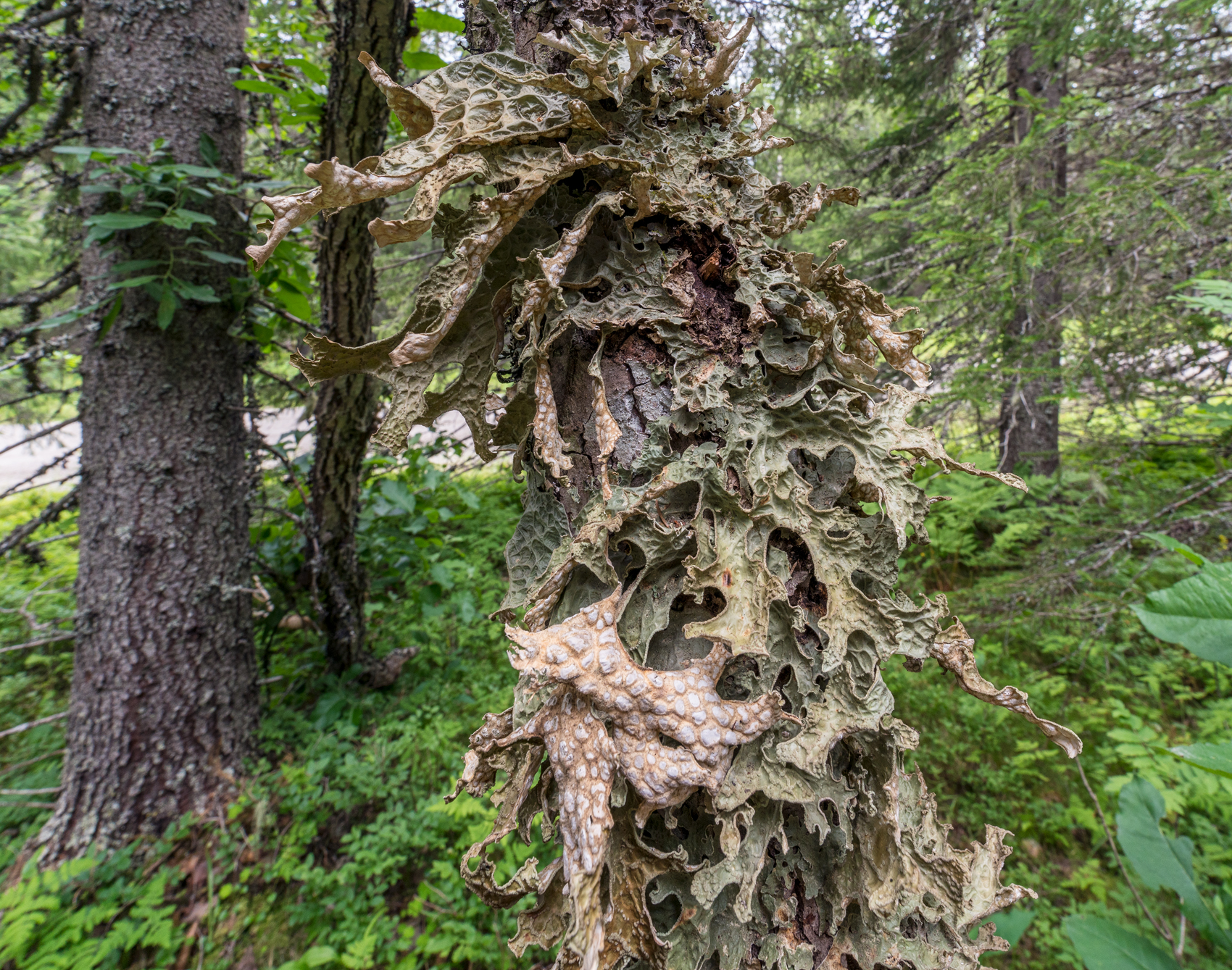
Lunglav på Maskenträskliden.
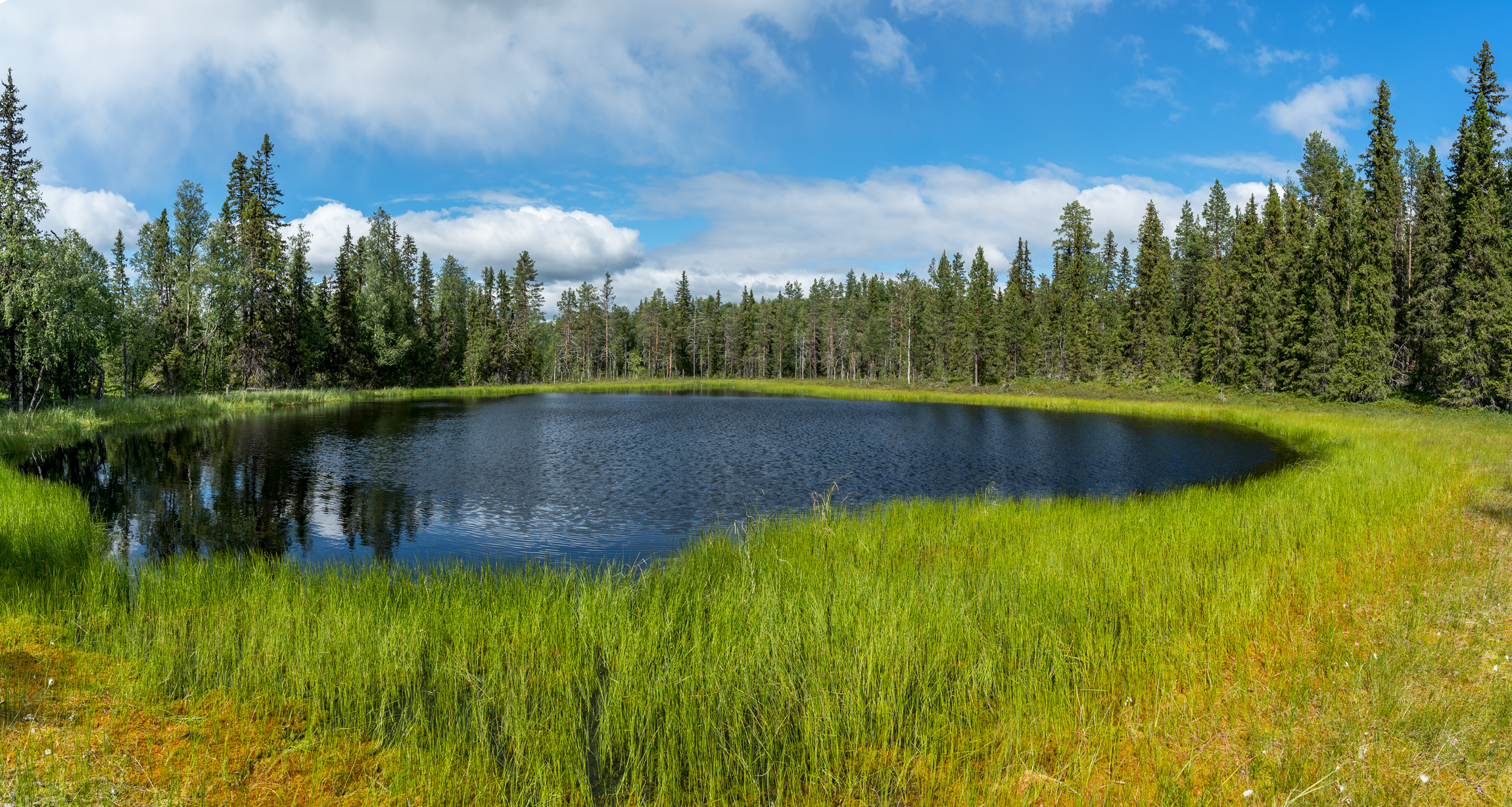
Namnlös liten tjärn i en myr i centrala Dakota.